# Pascal Jenny (Fussballspieler)
Pascal Jenny (* 6. Juli 1978) ist ein ehemaliger Schweizer Fussballspieler auf der Position des linken Aussenverteidigers.

## Karriere
Jenny wuchs in Brünisried auf. Er war Junior beim FC Brünisried und beim FC Rechthalten; als 13-Jähriger wechselte er zum FC Fribourg. Zur Saison 1996/97 wechselte er in die Nationalliga A und spielte während zweieinhalb Saisons beim Servette FC. Während der Rekrutenschule spielte er für drei Monate beim FC Winterthur in der Nationalliga B. Danach folgten Stationen beim Yverdon-Sport FC, FC St. Gallen, erneut Yverdon-Sport FC, Neuchâtel Xamax, FC Fribourg und beim SC Düdingen, bei dem er im Sommer 2013 schliesslich seine Karriere beendete.
Jenny hat einen Abschluss der Hochschule für Wirtschaft Freiburg. Er arbeitet seit 2011 als Geschäftsführer eines gemeinnützigen Vereins in Genf, der sich um Obdachlose kümmert, und unterrichtet Wirtschaft und Recht an einer kaufmännischen Berufsschule in Freiburg im Üechtland.